# Eurovisiesongfestival 1976
Het Eurovisiesongfestival 1976 was het eenentwintigste Eurovisiesongfestival en vond plaats op 3 april 1976 in Den Haag.
Het programma werd gepresenteerd door Corry Brokken.
Van de 18 deelnemende landen won de groep Brotherhood of Man het liedjesfestijn voor het Verenigd Koninkrijk met het nummer Save your kisses for me.
Dit lied kreeg 164 punten, 16,8% van het totale aantal punten en 80,39% van de maximale score.
Met 147 punten werd Frankrijk tweede, gevolgd door Monaco met 93 punten.

## Interludium
Hans van Willigenburg nam tijdens de pauze tussen de liedjes en de puntentelling interviews af in de greenroom. Deze interviews zijn alleen op de Nederlandse, Noorse en Engelse televisie uitgezonden. De rest van de kijkers zag een optreden van de Dutch Swing College Band.

## Puntentelling

### Stemstructuur
Net als vorig jaar werden in de nationale jury punten toegekend aan elk liedje. Het liedje met het meest aantal stemmen kreeg twaalf punten. De tweede keus kreeg tien punten en de derde plaats tot en met tiende plaats kregen acht tot en met één punten. Stemmen op het eigen land is niet toegestaan.

### Score bijhouden
De score werd bijgehouden op een scorebord dat in de zaal hing.
Het scorebord was geheel in het Nederlands met achter de landnaam de landcode voor auto's.
Het Verenigd Koninkrijk stond vermeld als Gr. Brittannië.
Achter elk land stond het totaal aantal punten.
De gegeven punten werden gelijk bij het totaal van het land opgeteld.
De presentatrice stond op het podium, schuin voor het scorebord.
Het land dat de punten aan het doorgeven was, was herkenbaar doordat het knipperde op het scorebord.

### Stemmen

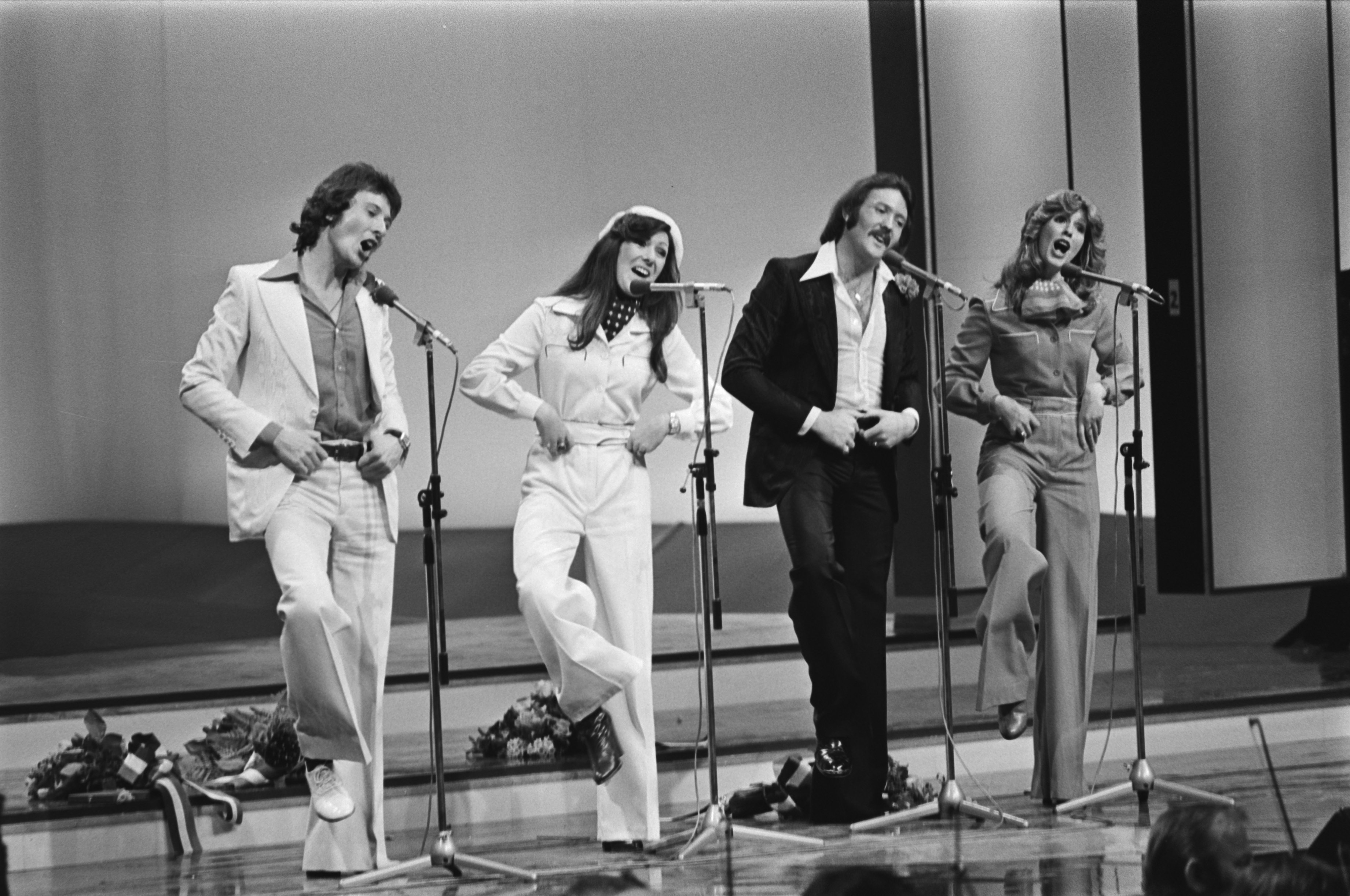
Brotherhood of Man zingt het winnende nummer Save your kisses for me.

De jury's werden in volgorde van optreden opgebeld.
Het geven van de punten gebeurde op volgorde van deelname, in plaats van in oplopende volgorde.
De vertegenwoordiger van het land noemde het land en het aantal punten in het Engels of Frans.
De presentatrice herhaalde het land en de punten in de taal (Frans of Engels) waarin ze gegeven werden.
Daarbij werd zowel in het Engels als het Frans points gebruikt.

### Beslissing
Frankrijk was als een na laatste land aan de beurt om te stemmen. Tot dat moment had Frankrijk kans om te winnen. Door de zeven punten die het aan Engeland gaf, werd de afstand 19 punten. Daarmee was de overwinning voor Brotherhood of Man een feit.

### Fout
Frankrijks laatste punten, vier, waren voor Joegoslavië, waarmee dit land op 10 punten kwam. De juryvoorzitter uit Parijs noemde ze wel, maar ze werden in de zaal niet gehoord. Ook de EBU-controleurs misten de vier punten en daarom zijn ze ook niet in de officiële einduitslag meegenomen.

### Resultaat
| Plaats | Land                | Artiest(en)            | Lied                            | Punten |
| ------ | ------------------- | ---------------------- | ------------------------------- | ------ |
| 1      | Verenigd Koninkrijk | Brotherhood of Man     | Save your kisses for me         | 164    |
| 2      | Frankrijk           | Catherine Ferry        | Un, deux, trois                 | 147    |
| 3      | Monaco              | Mary Christy           | Toi, la musique et moi          | 93     |
| 4      | Zwitserland         | Peter, Sue & Marc      | Djambo, Djambo                  | 91     |
| 5      | Oostenrijk          | Waterloo & Robinson    | My little world                 | 80     |
| 6      | Israël              | Chocolad Menta Mastik  | Emor shalom                     | 77     |
| 7      | Italië              | Al Bano & Romina Power | Noi lo rivivremo di nuovo       | 69     |
| 8      | België              | Pierre Rapsat          | Judy et cie                     | 68     |
| 9      | Nederland           | Sandra Reemer          | The party's over                | 56     |
| 10     | Ierland             | Red Hurley             | When                            | 54     |
| 11     | Finland             | Fredi & The Friends    | Pump pump                       | 44     |
| 12     | Portugal            | Carlos do Carmo        | Uma flor de verde pinho         | 24     |
| 13     | Griekenland         | Mariza Koch            | Panaghia mou, Panaghia mou      | 20     |
| 14     | Luxemburg           | Jürgen Marcus          | Chansons pour ceux qui s'aiment | 17     |
| 15     | Duitsland           | Les Humphries Singers  | Sing, sang, song                | 12     |
| 16     | Spanje              | Braulio                | Sobran las palabras             | 11     |
| 17     | Joegoslavië         | Ambasadori             | Ne mogu skriti svoju bol        | 10     |
| 18     | Noorwegen           | Anne Karine Strøm      | Mata Hari                       | 7      |

## Deelnemers

### Terugkerende artiesten

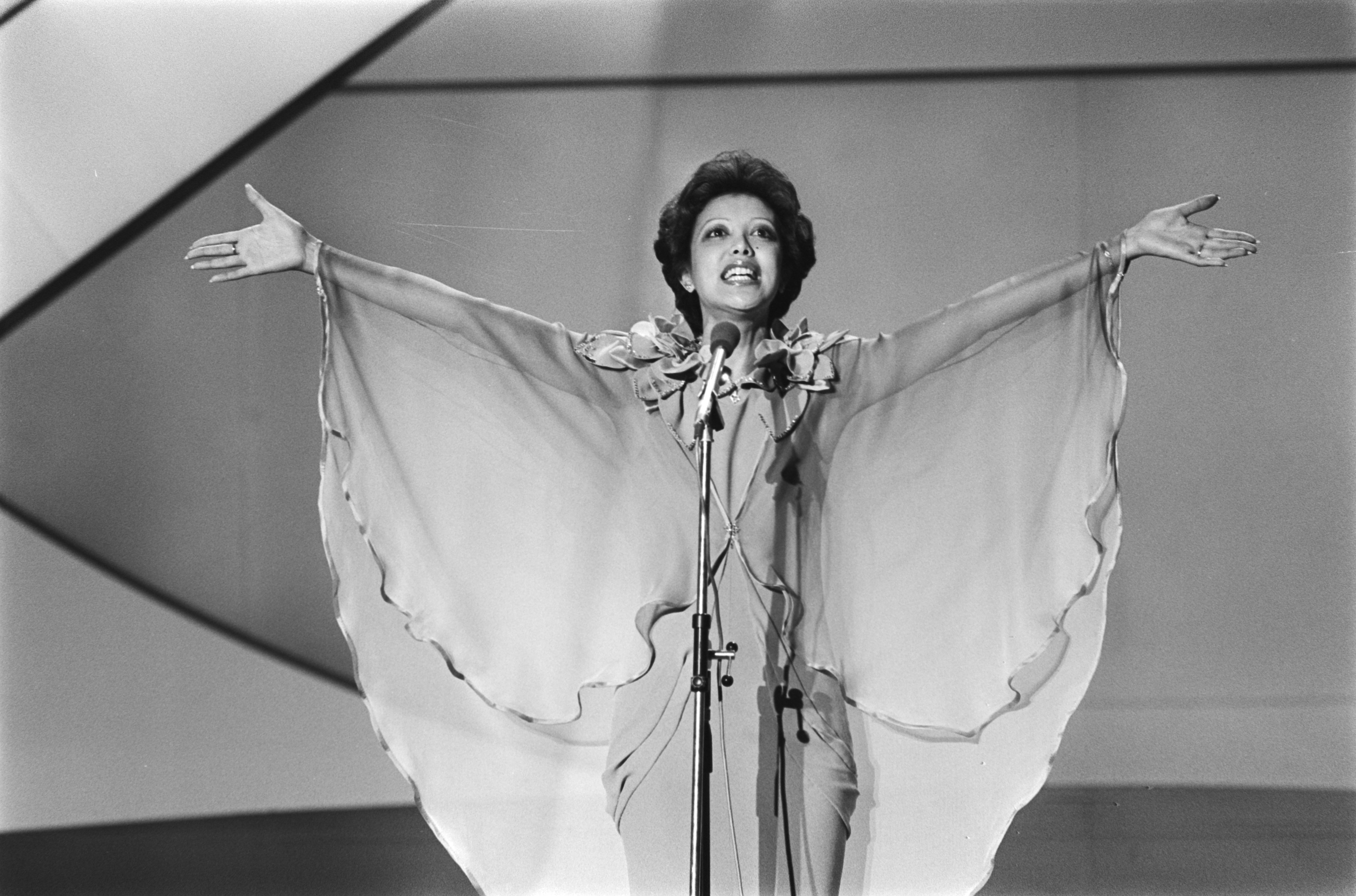
Na haar optreden met Andres in 1972 staat Sandra Reemer nu solo op het podium.

| Land        | Artiest                              | Plaats | Eerdere deelname                          | Plaats toen |
| ----------- | ------------------------------------ | ------ | ----------------------------------------- | ----------- |
| Finland     | Fredi (deel van Fredi & The Friends) | 11     | Finland 1967                              | 12          |
| Nederland   | Sandra Reemer                        | 9      | Nederland 1972 (deel van Sandra & Andres) | 4           |
| Noorwegen   | Anne-Karine Strøm                    | 18     | Noorwegen 1973 (deel van Bendik Singers)  | 7           |
| Noorwegen   | Anne-Karine Strøm                    | 18     | Noorwegen 1974 (samen met Bendik Singers) | 14          |
| Zwitserland | Peter, Sue & Marc                    | 4      | Zwitserland 1971                          | 12          |

### Nationale keuzes
In de Britse preselectie waagde Tony Christie ook een kans.
Anita Traversi (Eurovisiesongfestival 1960 en '64) en Henri Dès (Eurovisiesongfestival 1970) deden mee in de Zwitserse preselectie. Pierra Martell en Ireen Sheer, die in 1974 respectievelijk voor Zwitserland en Luxemburg op het songfestival zongen, waagden nu hun kans in Duitsland. The Swarbriggs, die Ierland vorig jaar vertegenwoordigden, wilden het dit jaar nog eens overdoen, maar werden slechts 5de. In Finland waagde Markku Aro (Eurovisiesongfestival 1971) opnieuw zijn kans. Isabelle Aubret, die in 1962 het songfestival nog won en derde was op het Eurovisiesongfestival 1968, raakte nu zelfs niet door de Franse halve finale, evenals Franca di Rienzo, die in 1961 voor Zwitserland meedeed. Ook op Jugovizija enkele bekende namen met Dubrovacki Trubaduri (Eurovisiesongfestival 1968), Pepel In Kri (Eurovisiesongfestival 1975) en Oto Pester, die vorig jaar nog bij Pepel In Kri zong.

### Landen die zich terugtrokken
- Malta (zie ook Malta op het Eurovisiesongfestival)
- Turkije (zie ook Turkije op het Eurovisiesongfestival)
- Zweden (zie ook Zweden op het Eurovisiesongfestival)

### Terugkerende landen
- Griekenland
- Oostenrijk

### Gediskwalificeerd
- Liechtenstein werd gediskwalificeerd omdat het land bij gebrek aan een nationale omroep geen lid van de EBC is – wat wel een vereiste is om deel te mogen nemen.[1] De dwergstaat had echter wel geprobeerd een bijdrage voor het Eurovisiesongfestival in te sturen. Hun inzending zou Little cowboy zijn geweest van Biggi Bachmann.

### Kaart

Deelnemende landen
Landen die al meegedaan hebben maar niet meedoen